# Constance Fenimore Woolson

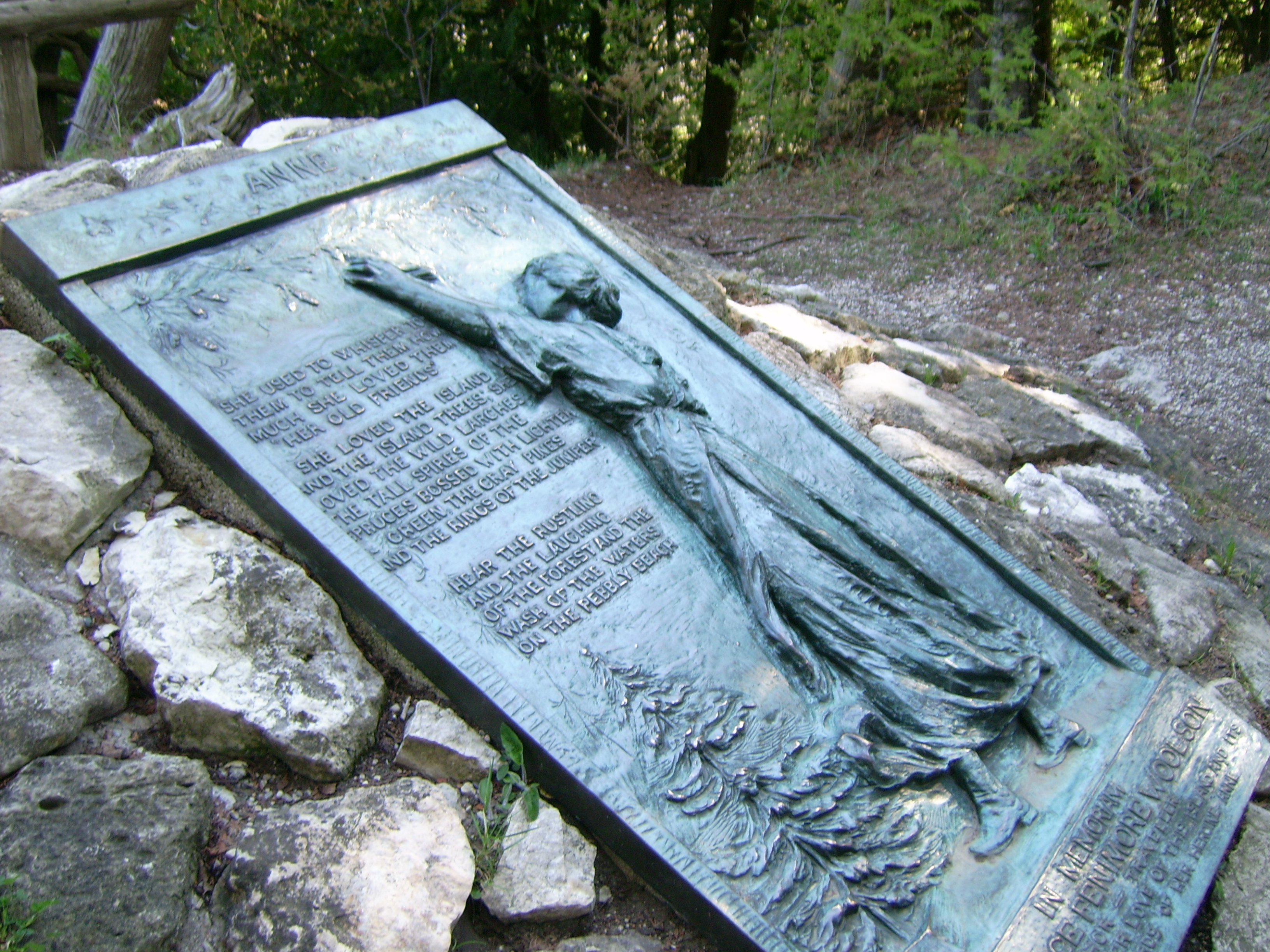
Tablica upamiętniająca Constance Fenimore Woolson na Mackinac Island

Constance Fenimore Woolson (ur. 5 marca 1840 w Claremont w stanie New Hampshire, zm. 24 stycznia 1894 w Wenecji) – prozaiczka i poetka amerykańska. Była krewną w trzecim pokoleniu Jamesa Fenimore’a Coopera.

## Życiorys
Constance Fenimore Woolson urodziła się 5 marca 1840 w Claremont w stanie New Hampshire. Po tym, jak jej trzy siostry zmarły na szkarlatynę, rodzina przeniosła się do Cleveland. Ojciec autorki zmarł w 1869. W 1879 wyjechała do Europy. Tam poznała pisarza Henry’ego Jamesa, z którym się zaprzyjaźniła. W 1894 zapadła na grypę, połączoną z depresją. Dodatkowym utrapieniem była postępująca głuchota. 24 stycznia 1894 wypadła z okna pałacu w Wenecji. Nie wiadomo, czy było to działanie celowe czy wypadek. Zmarła na skutek obrażeń tego samego dnia.

## Twórczość
W 1873 Constance Fenimore Woolson wydała swoją pierwszą książkę, The Old Stone House, przeznaczoną dla dzieci. W 1875 opublikowała tom opowiadań Castle Nowhere: Lake-Country Sketches. Później napisała cztery powieści, Anne (1880), East Angels (1886), Jupiter Lights (1889) i Horace Chase (1894). Pisała też wiersze i książki podróżnicze, w tym Mentone, Cairo, and Corfu (1895). Jako poetka jest autorką poematu dramatycznego Two Women: 1862. Jej twórczość była ceniona nie tylko przez Henry’ego Jamesa, ale także bardziej w tym przypadku obiektywnego Williama Deana Howellsa.